# توکوش‌لار (سنان‌پاشا)
توکوش‌لار (به ترکی استانبولی: Tokuşlar) یک منطقهٔ مسکونی در ترکیه است که در سنان‌پاشا واقع شده‌است. توکوش‌لار ۱٬۴۲۶ نفر جمعیت دارد.